# Países Bajos en los Juegos Olímpicos de Milán-Cortina d'Ampezzo 2026
Los Países Bajos participarán en los Juegos Olímpicos de Milán-Cortina d'Ampezzo 2026. Responsable del equipo olímpico es el Comité Olímpico Neerlandés.